# Leaping Burn Waterfall
Der Leaping Burn Waterfall ist ein Wasserfall im Mount-Aspiring-Nationalpark bei Wanaka in der Region Otago auf der Südinsel Neuseelands. Er liegt im Lauf des Leaping Burn, der in östlicher Fließrichtung einige hundert Meter hinter dem Wasserfall in den Matukituki River mündet. Seine Fallhöhe beträgt rund 10 Meter.
Von Wanaka sind es 32 km über die teils unbefestigte Wanaka-Mount Aspiring Road, bis von der Querung der Straße über den Leaping Burn aus der Wasserfall linker Hand aus einiger Entfernung zu sehen ist.